# Csamzinkai járás
A Csazminkai járás (oroszul Чамзинский район, erza nyelven Чаунзабуе, moksa nyelven Чамзинкань район) Oroszország egyik járása Mordvinföldön. Székhelye Csamzinka.

## Népesség
- 1989-ben 36 077 lakosa volt.
- 2002-ben 33 871 lakosa volt, akik főleg oroszok, mordvinok és tatárok.
- 2010-ben 31 646 lakosa volt, melynek 48,8%-a orosz, 48%-a mordvin, 2%-a tatár, 0,3%-a ukrán.